# 梁官洪济寺
梁官洪济寺是一座古建筑，位于山西省晋中市平遥县襄垣乡梁官村村北，是元代木建筑，庙宇已修缮，戏台尚未修缮。
1982年10月10日，梁官洪济寺公布为平遥县文物保护单位。2021年8月4日，梁官洪济寺公布为第六批山西省文物保护单位。